# フィルーピーの戦い
フィルーピーの戦い（フィルーピーのたたかい、英:Battle of Philippi、またはフィルーピーの競走、英:The Philippi Races）は、南北戦争の西バージニア方面作戦の一部として、1861年6月3日にバージニア州（現ウェストバージニア州）フィルーピー周辺で行われた戦闘である。南北戦争の東部戦線では初の陸上における組織的な戦闘だったが、重要な戦闘であるというよりも小競り合いに過ぎないとして、軽視されることが多い。

## 背景
1861年4月のサムター要塞の戦いで敵対関係が始まった後、ジョージ・マクレラン少将がアメリカ陸軍に復帰し、5月13日、オハイオ州シンシナティに本部を置くオハイオ軍管区（Department of the Ohio）の指揮を執った。マクレランは現在のウェストバージニア州（当時はバージニア州の北西部）への攻勢作戦を立て、それがアメリカ連合国の首都リッチモンドまでの作戦に帰結すると楽観的な期待を抱いていた。しかしその当座の目標はウェストバージニアを占領してその地域の圧倒的に多い北軍寄りの住民を守ることであり、北軍にとって重要な供給線であるボルチモア・アンド・オハイオ鉄道の運行を続けることだった。
5月26日、マクレランはファーミントンの町近くでボルチモア・アンド・オハイオ鉄道の橋を焼かれたことに反応して、第1バージニア歩兵連隊のベンジャミン・フランクリン・ケリー大佐に、その連隊と第2バージニア歩兵連隊のA中隊を付けてホイーリングから破壊工作のあった地域に向けて進発させ、その南西約70マイル (110 km) のフェアモントでモノンガヘラ川に架かる重要な橋を確保するよう命令した。このケリーの部隊はジェイムズ・アービング大佐の第16オハイオ歩兵連隊の支援を受けた。第1バージニア歩兵連隊はフェアモントを確保した後、更に前進して5月30日にはフェアモントの南西約15マイル (24 km)  のグラフトンにある重要な鉄道結節点を確保した。
一方ジェイムズ・スティードマン大佐の第14オハイオ歩兵連隊はパーカーズバーグの占領を命じられ、その後にこの部隊もその東約90マイル (144 km) のグラフトンに進むことになっていた。5月28日までにマクレランは西バージニアに約3,000名の部隊を集め、インディアナ志願兵隊の指揮官であるトマス・A・モリス准将に全体指揮を任せた。
南軍のジョージ・A・ポーターフィールド大佐は5月4日に北西バージニアの州軍指揮を任されており、グラフトンでその地域の徴兵を行うよう命令された。北軍が前進するにつれて、ポーターフィールドの装備もお粗末な800名の新兵達はグラフトンから南西に約17マイル (27 km) のフィルーピーまで後退した。フィルーピーにはタイガートバレー川に架かる覆いのある橋があり、生命線であるビバリー・フェアモント・ターンパイクの重要な部分となっていた。

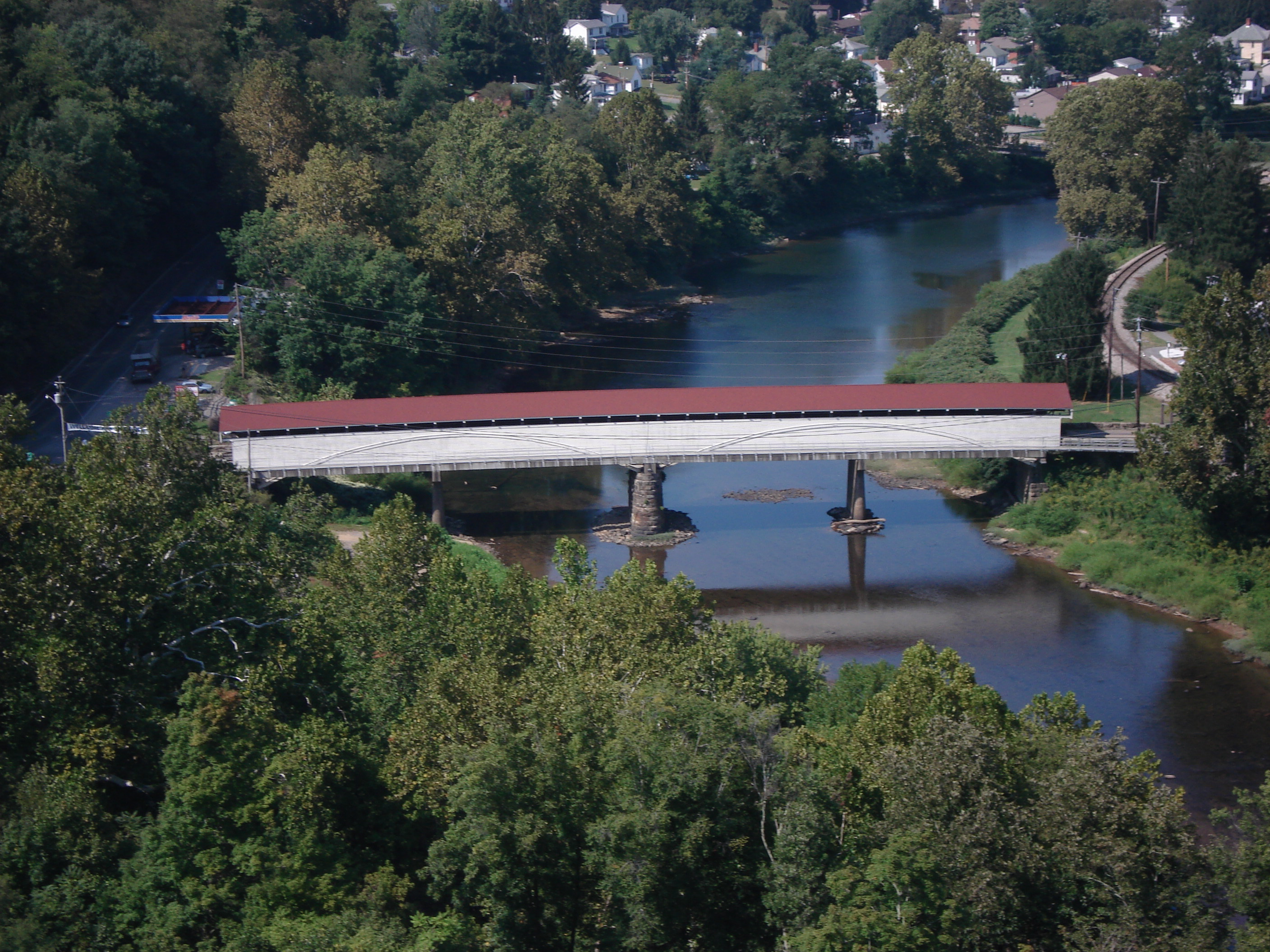
フィルーピーの屋根付橋、1852年建設、1991年再建

## 戦闘
ケリー大佐はフィルーピーにいる南軍に対し2方向からの攻撃を立案し、6月1日にグラフトンに到着したモリス将軍からも認められた。主力攻撃隊はケリー自身が指揮する1,600名であり、自分の連隊から6個中隊、ロバート・H・ミルロイ大佐の第9インディアナ歩兵連隊から9個中隊、および第16オハイオ歩兵連隊から6個中隊とされた。その標的がハーパーズ・フェリーだと敵軍に思わせるために、列車を使って東に進発した。この部隊はソーントンの小集落で列車を降り、裏道（フィルーピーとは川の同じ岸にある）を南に進軍し、町の後方に到着することを目指した。
一方、エベネザー・デュモン大佐の第7インディアナ歩兵連隊がグラフトンの南西約3.5マイル (6 km) のウェブスターに派遣された。この部隊はトマス・T・クリッテンデン大佐の第6インディアナ歩兵連隊およびスティードマン大佐の第14オハイオ歩兵連隊と合流することになっていた。この部隊はデュモン大佐の指揮（マクレラン将軍の志願副官であるフレデリック・W・ランダー大佐が副指揮を務めた）で総勢1,400名となり、ウェブスターから真南にターンパイク上を行軍することとされた。このやり方で北軍は南軍に対する2方向攻囲を行うことになった。
6月2日、北軍の2隊はフィルーピーを囲むべく出発した。雨の中を夜通し行軍した後に両隊とも6月3日夜明け前にフィルーピーに到着した。モリスは拳銃を合図に夜明け前の襲撃を計画していた。訓練の足りない南軍部隊は防衛線内での安全を確保する為の前哨線の構築もできておらず、その代わりにその朝に降った冷たい雨を避けてテントの中に留まっていた。南軍の同調者トマス・ハンプリーズ夫人が前進する北軍を見つけて、その若い息子を馬に乗せて南軍に警告を発しに送った。ハンフリー夫人が見守る中で、北軍の前哨兵が少年を捕まえ、夫人は北軍兵に拳銃を発砲した。彼女はしくじったが、その銃撃が攻撃を早まらせることになった。
北軍はその大砲による砲撃を開始し、それが眠っていた南軍兵を起こした。前進してくる北軍に対して幾らかは発砲した後に、南軍兵は戦列を壊し、狂ったように南に走り始め、ある者はまだ寝着のままであったので、ジャーナリストをしてこの戦闘を「フィルーピーでの競走」と言わしめた。デュモン隊が橋から町に入った（ランダー大佐が深い藪を抜けて急峻な丘の斜面を馬で駆け下りたことが騎兵の偉業と見なされ、「レスリーズ・ウィークリー」はその直後に挿絵入りの記事を載せた）が、ケリー隊は誤った道路を北から入ったために、南軍の逃亡を抑えられなかった。ケリー大佐自身が退却する南軍兵を追っているときに撃たれたが、ランダー大佐が自らケリーを撃った南軍兵を追い駆けて捕まえた。南軍の残り部隊は南に約45マイル (72 km) のハットンズビルまで撤退した。

## 戦いの後
この比較的流血の少ない北軍の勝利は、若いマクレラン将軍に国民のスポットライトを当てさせることになり、間もなく北軍全軍の指揮を任されることになった。この戦闘はバージニア州の西部で合衆国からの脱退に対する抗議の声を強めることにもなった。数日後にホイーリングで開かれた会議ではバージニア州の脱退条例を無効化し、フランシス・ハリソン・ピアポントを知事に指名した。
南軍には2人の者が重傷を負った。両者とも戦場で切断手術を受けたが、これらは南北戦争で初めてのそのような手術と考えられている。兵士の1人はバージニア士官学校の士官候補生、フォーントルロイ・デインジャーフィールドだった。もう一人の若い南軍兵は18歳の大学生、ジェイムズ・E・ハンガーだった。ハンガーは快復後、バージニア州の故郷に戻った。彼は独力で樽板から膝に関節のある義足を作った。その工夫がうまく行き、バージニア州議会は負傷した南軍古参兵のために「ハンガー・リム」を製造するよう発注した。ハンガーはその義足の特許を取り、現在ハンガー・オーソペディック・グループとなっている会社を設立した。2007年時点で、ハンガー・オーソペディック・グループは義足製造者としてアメリカ市場の指導的存在である。
この戦闘後、ポーターフィールド大佐はバージニア州西部の南軍指揮をロバート・S・ガーネット准将と交代させられた。フィルーピーにいた南軍新兵の中隊は、第9バージニア歩兵大隊、第25バージニア歩兵連隊、第31バージニア歩兵連隊、第11バージニア騎兵隊および第14バージニア騎兵隊など様々な部隊に組み入れられた。ウィリアム・ジェンキンス大尉が指揮するバーバー・ライトハウス騎兵隊はフィルーピーからの撤退後に解隊された。
北軍の新兵として戦闘に参加したアンブローズ・ビアスは、のちにジャーナリスト・短編小説家となり、痛烈な皮肉・諷刺で知られることとなった。ビアスは戦いの20年後、自叙伝的断片『ある山で』 (On a Mountain) において、次のように記している。
この引用はもっと悲惨な経験をしたビアスとその仲間の古参兵が「最初の戦闘」という呼び方を尊重したに違いない皮肉を示している。